# Witzenmann-Gruppe

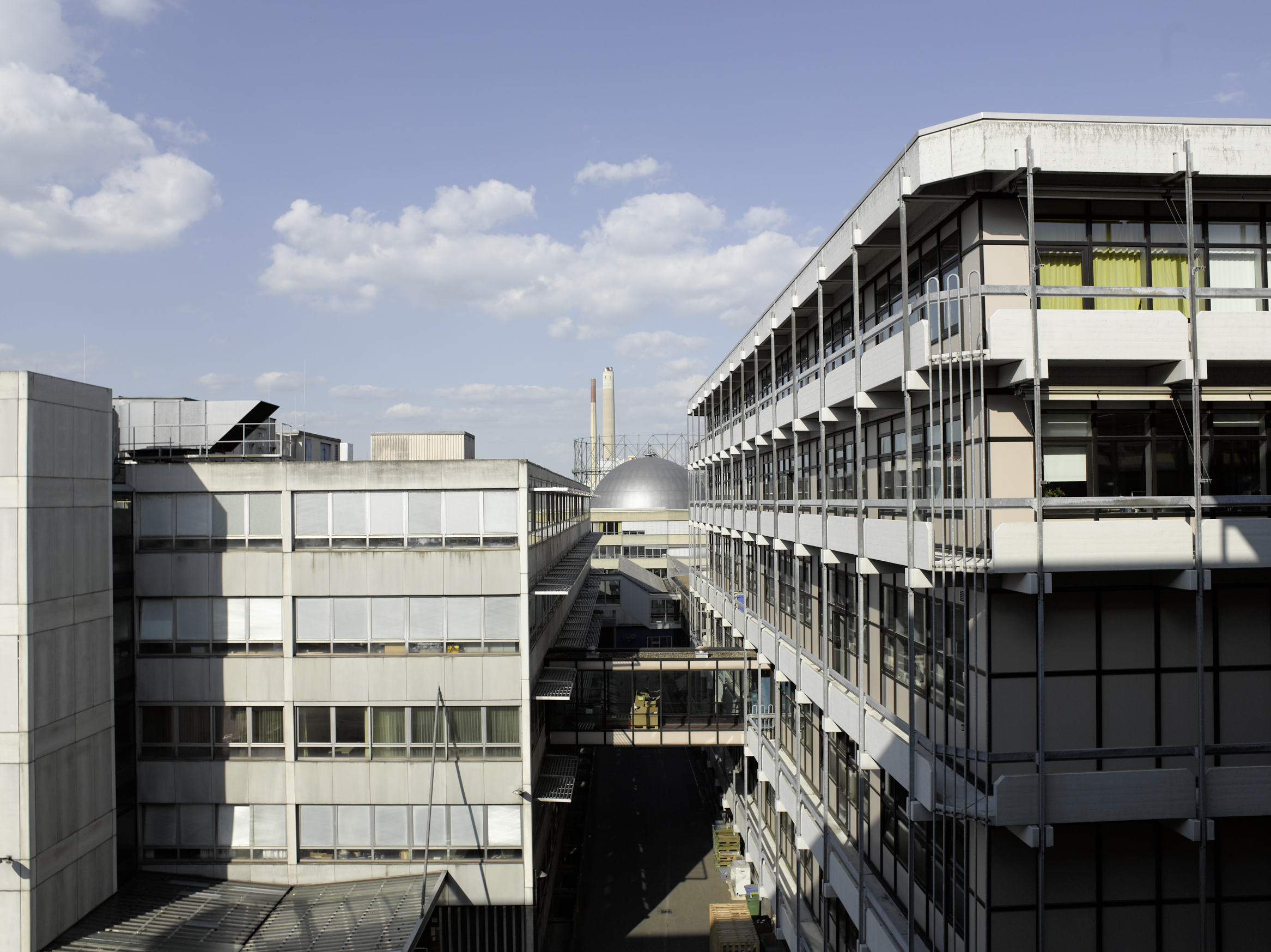
Der Unternehmenssitz der Witzenmann-Gruppe in Pforzheim

Die Witzenmann-Gruppe ist ein international agierender Hersteller flexibler metallischer Elemente. Zusammen mit Eugène Levavasseur erfand der Unternehmensgründer Heinrich Witzenmann 1885 den flexiblen Metallschlauch. Die beiden Schmuckfabrikanten entwickelten aus der Gänsgurgelkette einen flüssigkeitsdichten und robusten Schlauch.
Die Erfindung gilt als Gründungsimpuls einer neuen Industriebranche für flexible metallische Elemente (Metallschläuche) und Kompensatoren. Die Witzenmann-Gruppe ist ein Familienunternehmen und hat ihren Unternehmenssitz in Pforzheim, Baden-Württemberg.
Witzenmann ist in 24 Ländern in Europa, USA, Brasilien, Volksrepublik China, Indien und Südkorea mit über 4.300 Mitarbeitern aktiv und erzielt einen Umsatz von ca. 614 Millionen Euro.

## Geschichte
1854 gründete Heinrich Witzenmann in Pforzheim gemeinsam mit Louis Kuppenheim eine Schmuckwarenfabrik. Am 6. November 1854 erhielt sie die Konzession. 1861 beschäftigte das Unternehmen Heinrich Witzenmann 60 Mitarbeiter. 1877 gründete Heinrich Witzenmann in Paris eine weitere Schmuckfabrik gemeinsam mit Eugène Levavasseur, einem französischen Geschäftsmann. Heinrich Witzenmann erfand 1885 zusammen mit Levavasseur in Paris den Metallschlauch. In Frankreich erhielt der Metallschlauch am 4. August 1885 die Patentnummer 170479, in Deutschland am 27. August 1885 die Patentnummer 34871. Heinrich Witzenmann gründete 1886 mit 60 Jahren eine Metallschlauchfabrik als Versuchswerkstätte in seiner Pforzheimer Schmuckwarenfabrik mit drei Mitarbeitern. 1889 starteten die regelmäßige Fertigung mit fünf Mitarbeitern und der Verkauf in kleinem Maßstab. Die Tagesleistung betrug etwa 100 Meter. Vom 20. Oktober 1889 an wurde mit dem Deutschen Reichspatent Nr. 52751 (Heinrich Witzenmann) der Metallschlauch in seiner zweiten gewickelten Ausführung geschützt. Heinrich Witzenmanns Söhne Adolf (* 11. Oktober 1872) und Emil Witzenmann (* 18. Dezember 1867) traten 1890 ins Unternehmen ein. 1891 begann die Entwicklung des Metallschlauchs in seiner dritten gewickelten Ausführung (Agraff-Schlauch) durch Heinrich Witzenmann. Eugène Levavasseur starb 1893. 1894 erfolgte der Schutz des Metall-Doppelschlauchs durch das Deutsche Reichspatent Nr. 76745 (Heinrich Witzenmann). Das Warenzeichen „Hydra“ wurde 1899 eingetragen. 1900 folgte die endgültige Aufgabe der Schmuckwarenproduktion und die Gründung einer Tochtergesellschaft in Riga. 1904 kam es zur Gründung eines Tochterunternehmens in Berlin. 1906 starb Heinrich Witzenmann.
1909 folgte die Erfindung des geschweißten Metallschlauchs von Emil Witzenmann als Deutsches Reichspatent Nr. 237 250 vom 10. Januar 1909. Der doppelwandige geschweißte Metallschlauch und der Metallschlauch-Kompensator wurden 1920 geschützt als Deutsches Reichspatent Nr. 367 185 vom 29. Juli 1920 (Emil Witzenmann). 1928 begann die Aufnahme der Produktion wendelgewellter Metallschläuche und die Gründung der Tochtergesellschaft Vereinigte Pforzheimer Wiener Metallschlauchfabrik. Von 1885 bis 1935 wurden 1000 Patente angemeldet. Walter Witzenmann, Sohn von Emil Witzenmann, trat 1935 ins Unternehmen ein. 1936 wurde die Produktion von Metallbälgen aufgenommen. Walter Witzenmann wurde 1937 Geschäftsführer. Sein Bruder Herbert trat im gleichen Jahr in die Gesellschaft ein. Am 23. Februar 1945 kam es zur Vernichtung der Fabrikgebäude bei der Zerstörung Pforzheims. Die Arbeit wurde am 22. Mai unter der Leitung der Brüder Herbert und Walter Witzenmann wieder aufgenommen.
Die Produktion vielwandiger Axial-Kompensatoren wurde 1952 aufgenommen. 1954 hatte das Unternehmen 350 Mitarbeiter, 20 % Exportquote und 6 Millionen DM Umsatz. 1960 folgte der Erwerb der Fleitmann GmbH aus Iserlohn, einem Hersteller von Brauseschläuchen. 1965 kam es zur Neugründung der im Krieg zerstörten Zweigstelle in Berlin. Nach dem Ausscheiden seines Bruders leitete ab dem Jahr 1966 Walter Witzenmann das Unternehmen allein. 1969 wurde die schwedische Metallschlauchfabrik Metallslangfabriken Huddinge AB in Huddinge bei Stockholm erworben. 1970 begann die Produktion von Rohrhalterungen, das Unternehmen beschäftigte 682 Mitarbeiter. Das Kompensatorenprogramm wurde 1973 auf Innendurchmesser bis zwölf Meter erweitert. 1979 wurden Miniaturbälge ins Produktionsprogramm aufgenommen. Es erfolgte die Gründung der französischen Tochter Witzenmann S.a.r.l in Antony bei Paris. Das Warenzeichen HYDRA wurde 1982 für Dienstleistungen angemeldet.
1985 wurde ein Lizenzvertrag zur Fertigung im tschechischen Opava abgeschlossen. 1988 starb Herbert Witzenmann. 1989 wurde Witzenmann Espanola gegründet. 1990 wurden der VEB Metallschlauchwerk Zwickau und der VEB Rohrleitungsbau Werdau Teile der Witzenmann-Gruppe. 1993 erfolgte die Gründung der Vertriebsgesellschaft Vlkanova-Witzenmann in der Slowakei sowie der Witzenmann Opava, Tschechien. 1996 wurde Witzenmann USA gegründet. 1999 entstand ein Tochterunternehmen Witzenmann India, mit Standort in Calcutta, Indien. 2010 folgte ein zweiter Standort von Witzenmann India in Chennai.
Neben der Fertigung und dem Vertrieb engagiert sich die Witzenmann-Gruppe in der technologischen Weiterentwicklung flexibler metallischer Elemente. Der Aufwand für Forschung und Entwicklung betrug 2010 fünf Prozent des Gesamtumsatzes. Witzenmann hat in seiner Unternehmensgeschichte bis 2010 über 2.500 Patente angemeldet. 2011 begann eine Erweiterung der Fertigung von Witzenmann Russia in Ufa. 2011 wurde Witzenmann Japan und 2015 Witzenmann Mexiko gegründet.
Im Jahr 2020 schloss die IG Metall mit dem Arbeitgeberverband Südwestmetall für die Witzenmann GmbH einen Standortsicherungs-Tarifvertrag ab. Er beinhaltet den Ausschluss betriebsbedingter Kündigungen bis Mitte 2022 und die Festschreibung einer Mindestbeschäftigungszahl bis 2024. Darüber hinaus verpflichtet sich die Witzenmann GmbH zu Investitionen im Umfang von über 50 Millionen Euro und dem Bau eines weiteren Werks im Gewerbegebiet Buchbusch
Die Witzenmann GmbH ist Mitglied im Wirtschaftsverband Industrieller Unternehmen Baden.

## Geschäftsführung und Aufsichtsrat
Mitglieder der Geschäftsführung
- Andreas Kämpfe (Vorsitzender)
- Philip Paschen
- Christine Wüst
- Irene Krings

Mitglieder des Aufsichtsrats
- Herbert Paschen (Vorsitzender), Heidelberg
- Jakob William von Trotha (stellv. Vorsitzender), Braunschweig
- Daniel Witzenmann-Krell, Pforzheim
- Manfred Broy, Oberhaching
- Frank Martin, Freiburg
- Gerhard Schuff, Weßling
- Cornelia Ast (stellv. Vorsitzende), Pforzheim
- Michael Fath, Remchingen

## Produkte
Unter dem Markennamen HYDRA stellt Witzenmann Metallschläuche, Kompensatoren, Metallbälge, sowie Fahrzeugteile und Rohrhalterungen her. Die flexiblen metallischen Elemente dienen der Aufnahme oder Abkopplung von Schwingungen, Wärmedehnungen oder Systembewegungen. Sie werden in der Industrie, im Automobil- und Nutzfahrzeugtechnik, der technischen Gebäudeausrüstung, der Luft- und Raumfahrt, der Stahl- und Elektroindustrie, im Maschinenbau, der Medizintechnik sowie im Bereich der regenerativen Energien eingesetzt.

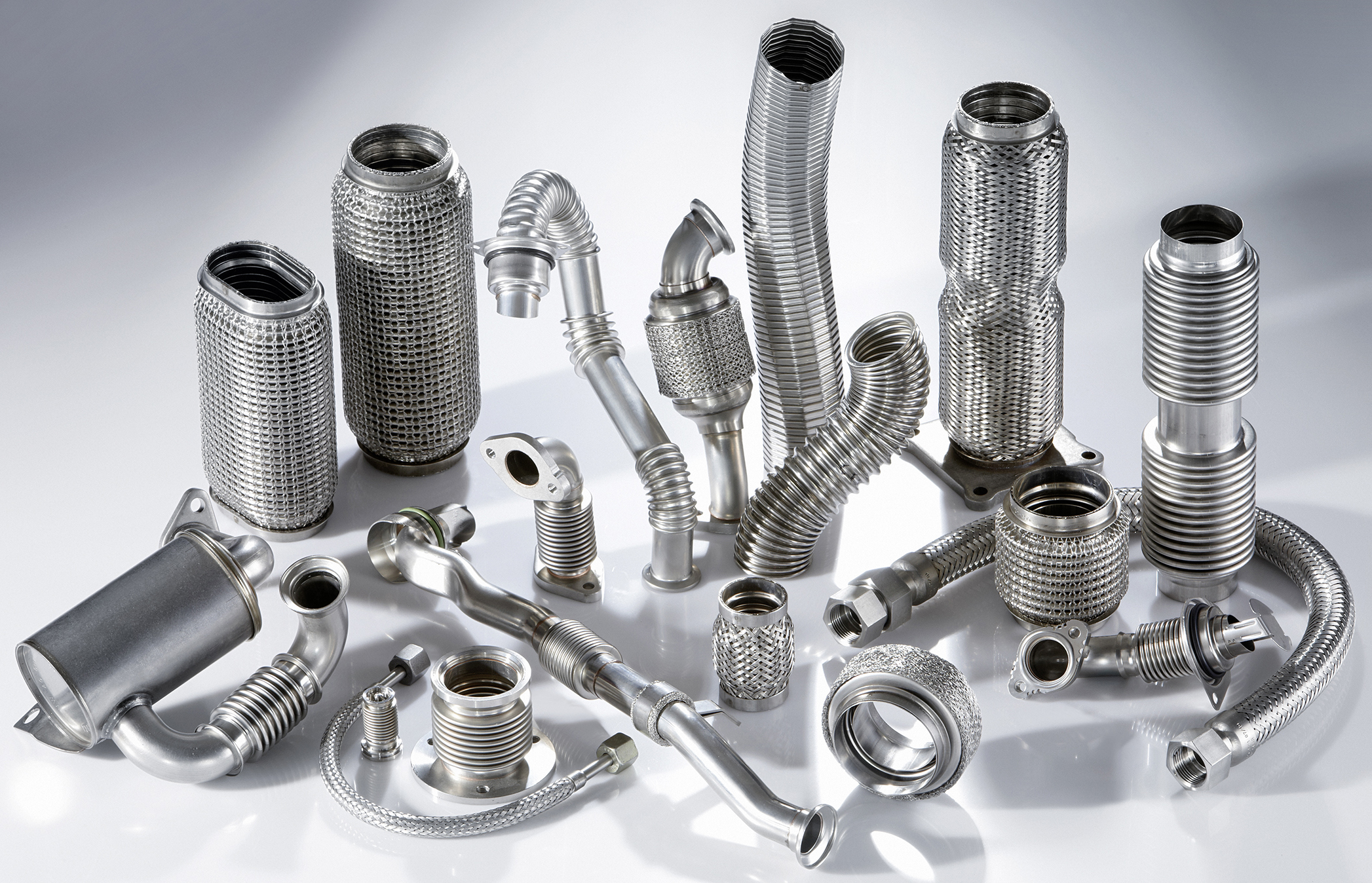
Flexible Fahrzeugteile
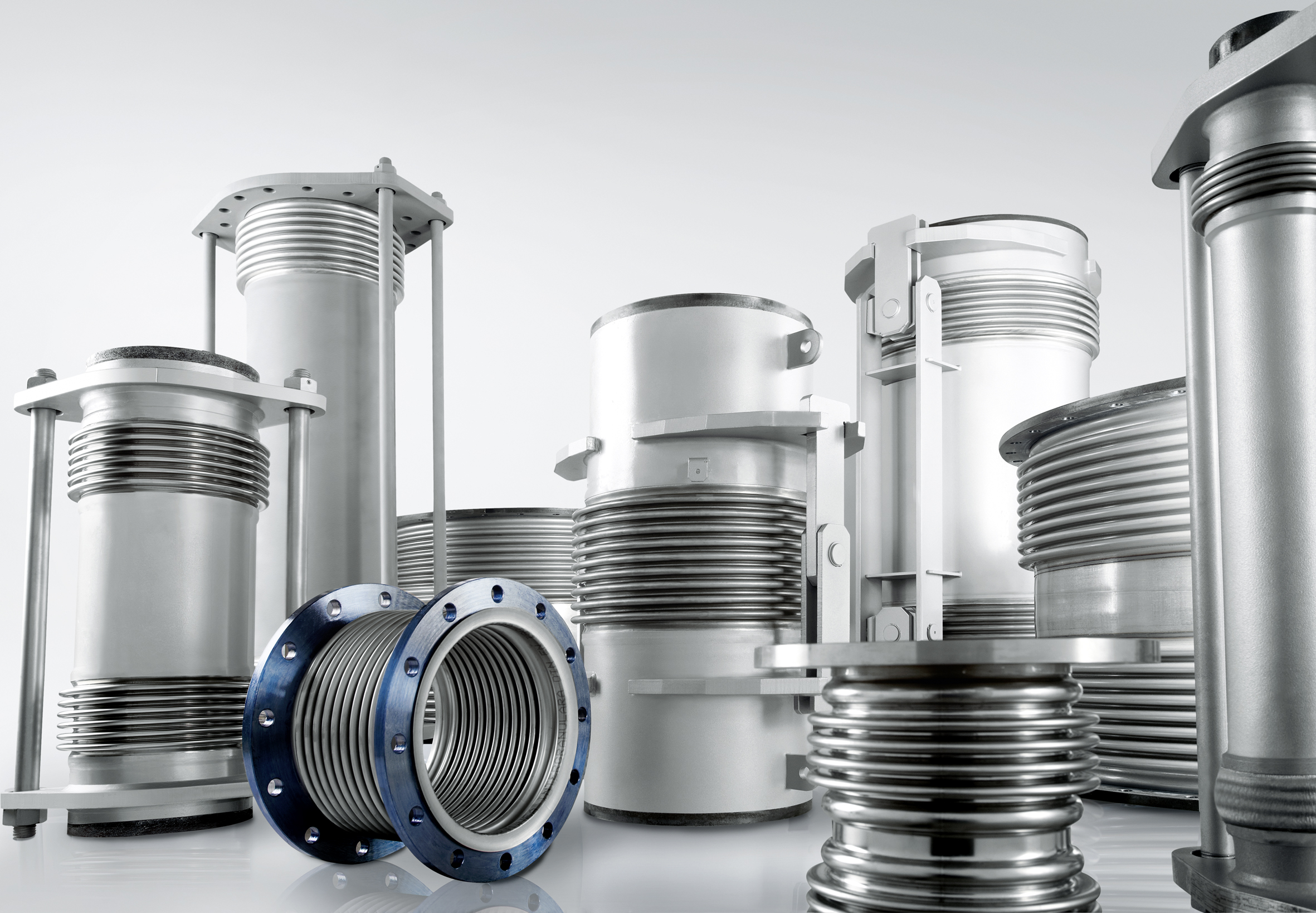
Kompensatorenübersicht
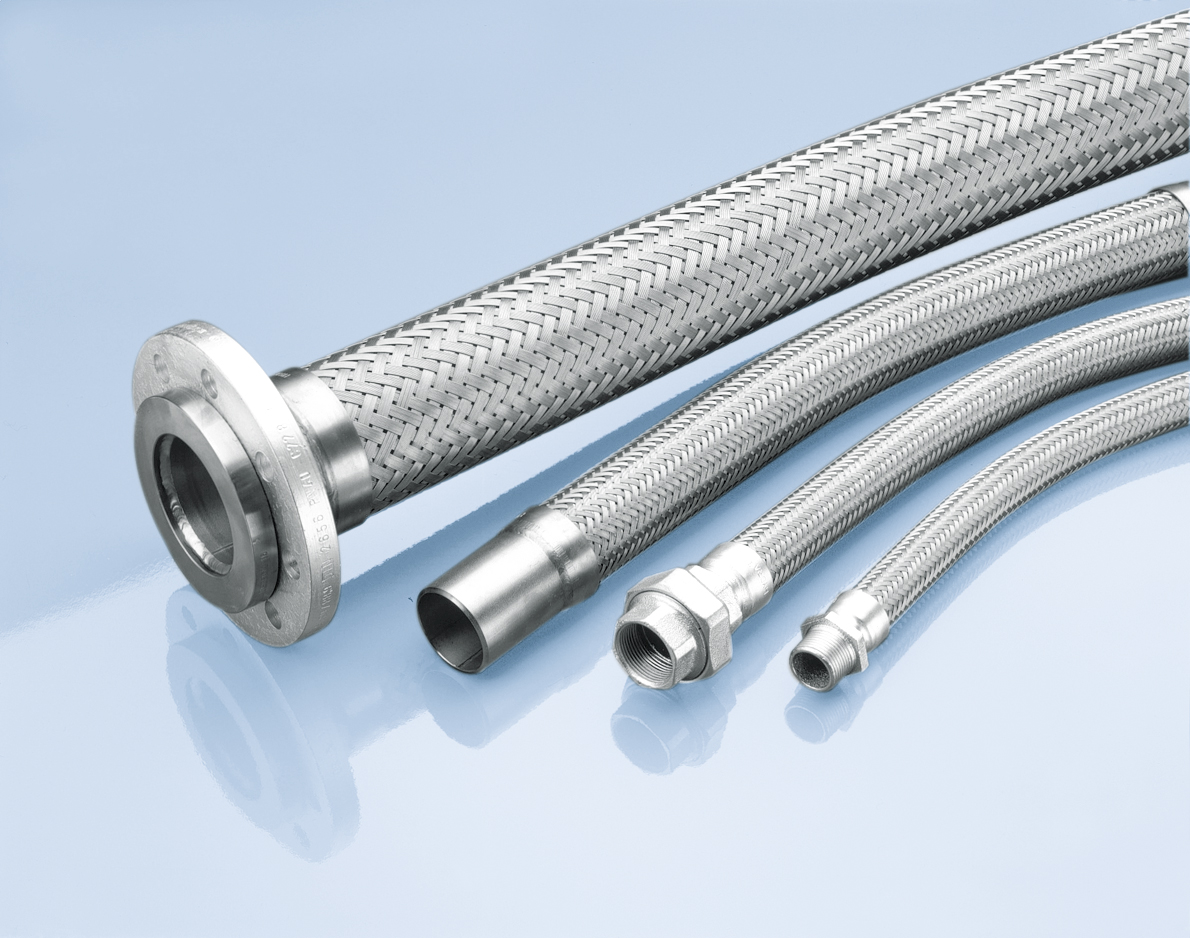
Metallschläuche
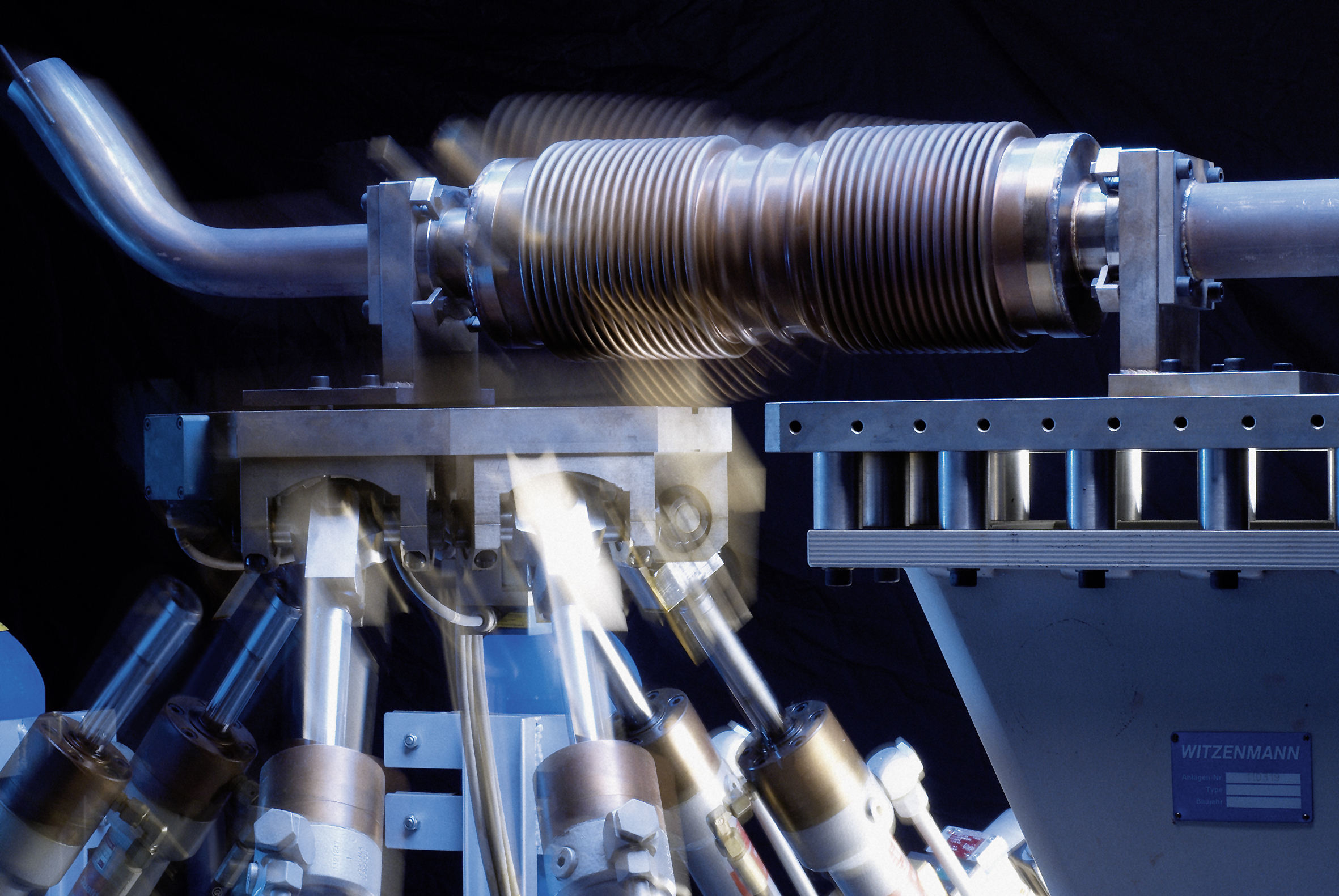
6-Achsen Prüfstand

- Kompensatoren sind flexible Leitungselemente, welche je nach Bauform, axiale, laterale und/oder angulare Bewegungen und Schwingungen aufnehmen. Wie zum Beispiel Längenausdehnungen in warm- und kaltgehenden Rohrleitungen oder auch Aggregatsschwingungen und -bewegungen, die von den nachfolgenden Systemen abgekoppelt werden müssen.
- Metallschläuche unterscheiden sich in Wellschläuche (druckdicht) und Wickelschläuche (nicht druckdicht). Metallschläuche dienen zum Ausgleich von Wärmebewegungen oder Hubbewegungen, oder als flexible, geräuschdämpfende Ausgleichselemente zwischen vibrierenden und starren Systemen. Wickelschläuche werden oft als ummantelnde Schutzschläuche eingesetzt, um zum Beispiel empfindliche Glasfaserkabel vor mechanischen Beschädigungen zu schützen.
- Metallbälge vereinen eine hohe Druckfestigkeit bei gleichzeitig geringen Verstellkraftraten. Sie sind meist allseitig beweglich und im Durchmesserbereich bis 500 mm angeordnet. Metallbälge umfassen Wellbälge, Membranbälge und Präzisbälge. Die Präzisbälge sind kleine Metallbälge im Durchmesserbereich von weniger als 3 mm. Sie sind für hohe Drücke ausgelegt (>200 bar). Aufgrund der erforderlichen Präzision werden diese Bälge unter Sauber- bzw. unter Reinraumbedingungen gefertigt.
- Fahrzeugteile sind flexible Leitungselemente oder Leitungssysteme die im Fahrzeug in Medienkreisläufen oder als Entkoppelelemente im Abgassystemen eingesetzt werden. Kleinste flexible Elemente finden auch in Piezoeinspritzanlagen Verwendung (siehe Präzisbälge).
- Rohrhalterungen  sind Bauteile zur Lagerung oder Fixierung von Rohrleitungen. Dazu zählen Los-, Rollen-, Gleit- und Festlager, Feder- und Konstanthänger sowie Lastketten oder Stoßbremsen. Letztere nehmen Schwingungen von Rohrleitungen mit hohen Amplituden auf, wie sie zum Beispiel bei Erdbeben entstehen können.